# Castelul Bethlen din Criș
Castelul Bethlen (în maghiară Bethlen-kastély) din Criș a fost construit între sec XIV-XVIII, în stilul Renașterii transilvănene, ca reședință nobiliară fortificată, de mică amploare (cel mai frumos castel Renascentist din Ardeal). Are o incintă fortificată de plan pătrat, cu bastioane circulare la colțuri și turn de intrare pătrat, structură tipică arhitecturii militare medievale târzii, anterioară castelului de pe latura de sud. Reședința are două nivele, un impozant turn circular (Turnul Arcașilor) și o logie cu deschideri arcuite semicirculare, sprijinite pe coloane cilindrice scunde. După construirea castelului, sistemul de fortificații a fost completat cu o semi-incintă cu bastioane pană.

## Galerie

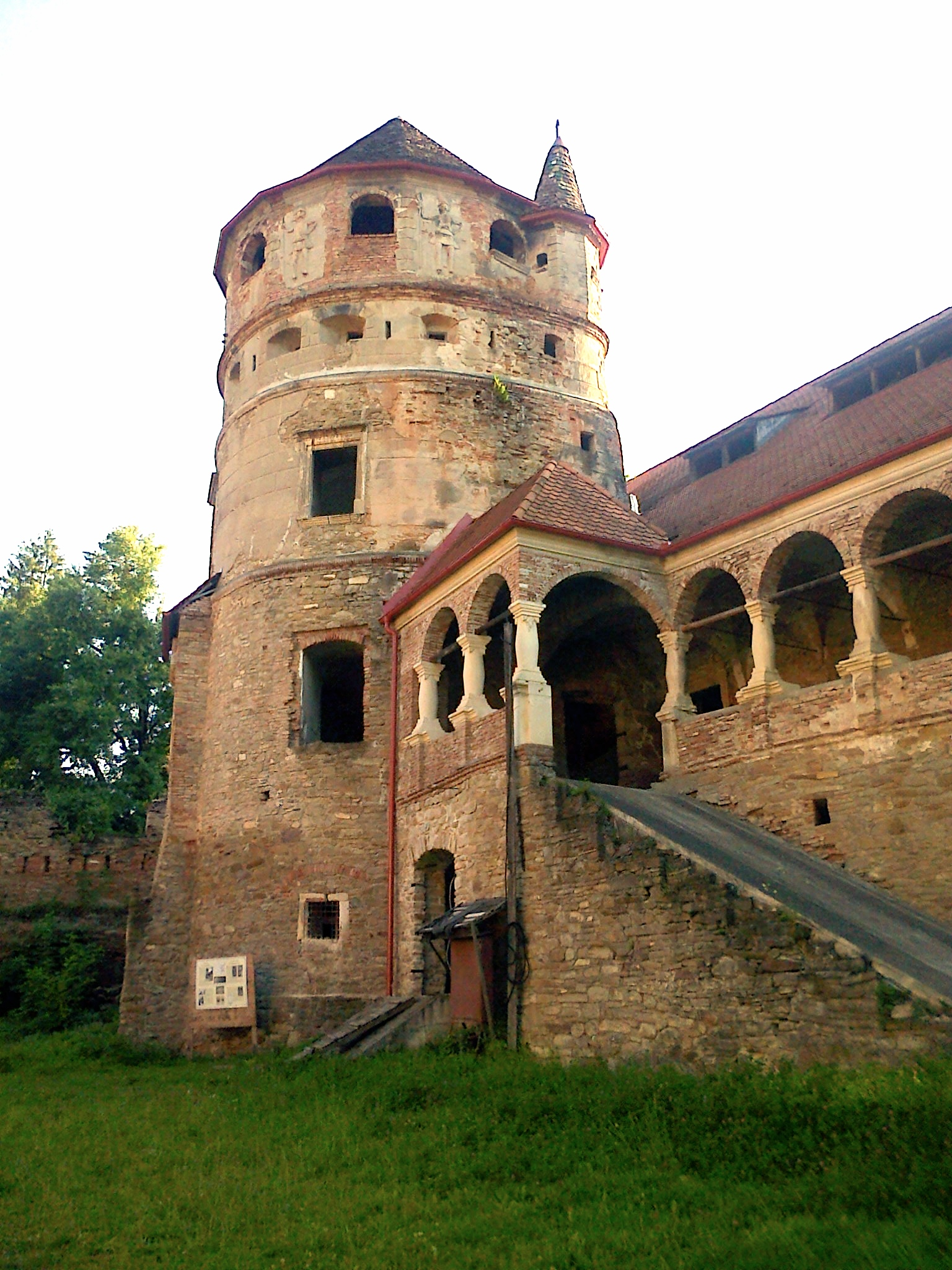
Turnul Castelului Bethlen-Criș
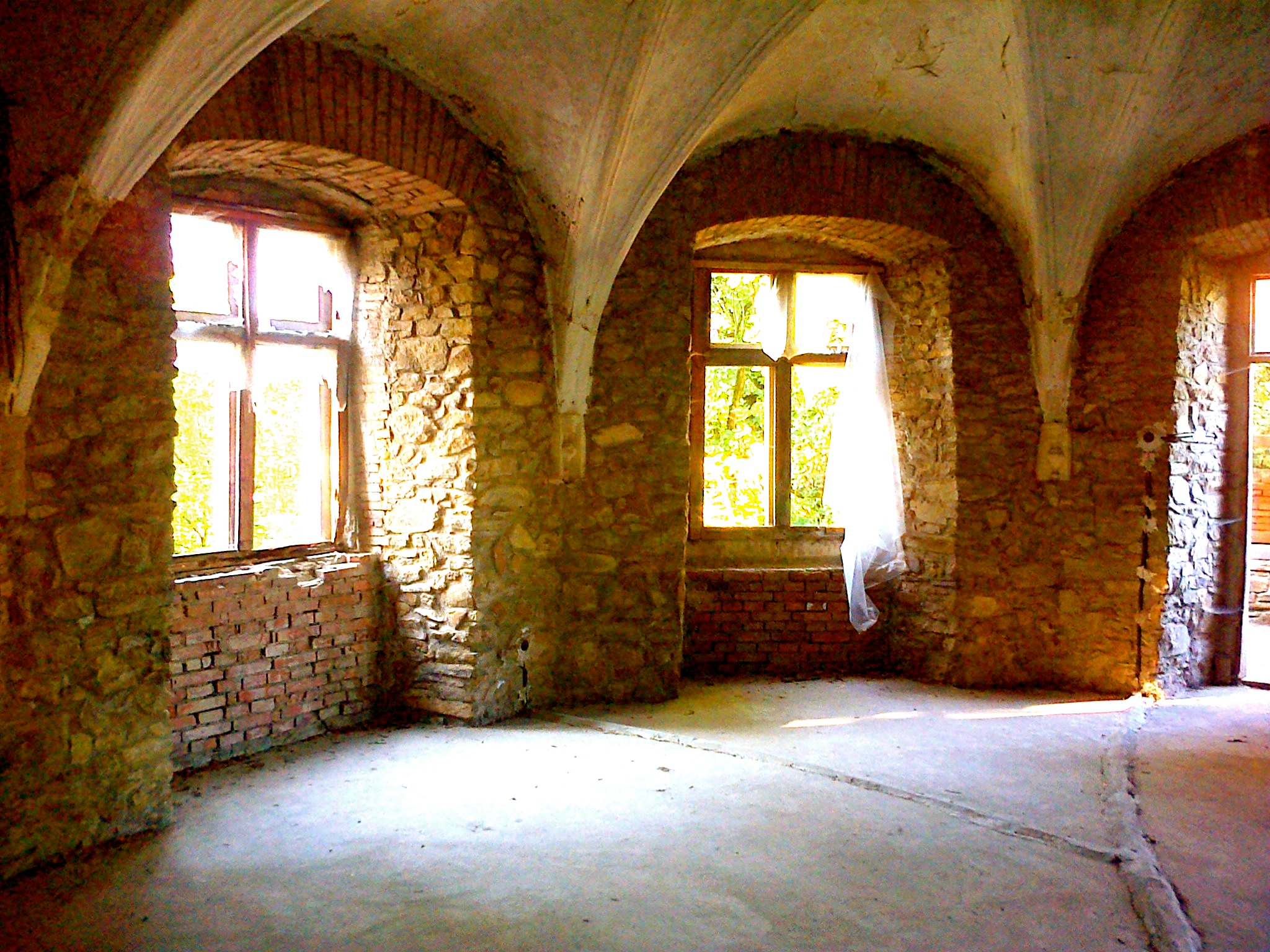
Detaliu salon arhitectură renascentistă transilvăneană, arcade frânte
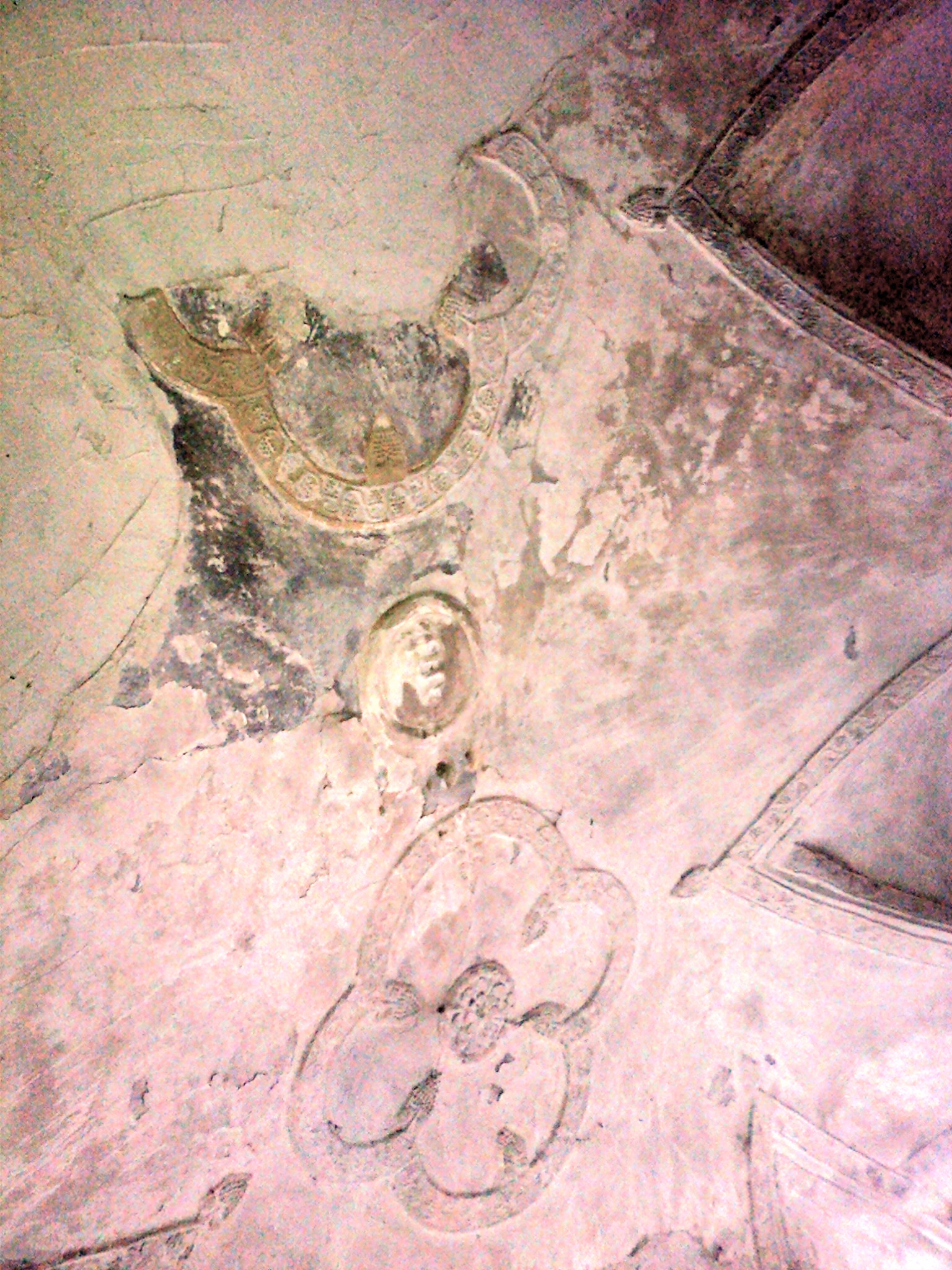
Basorelief original păstrat
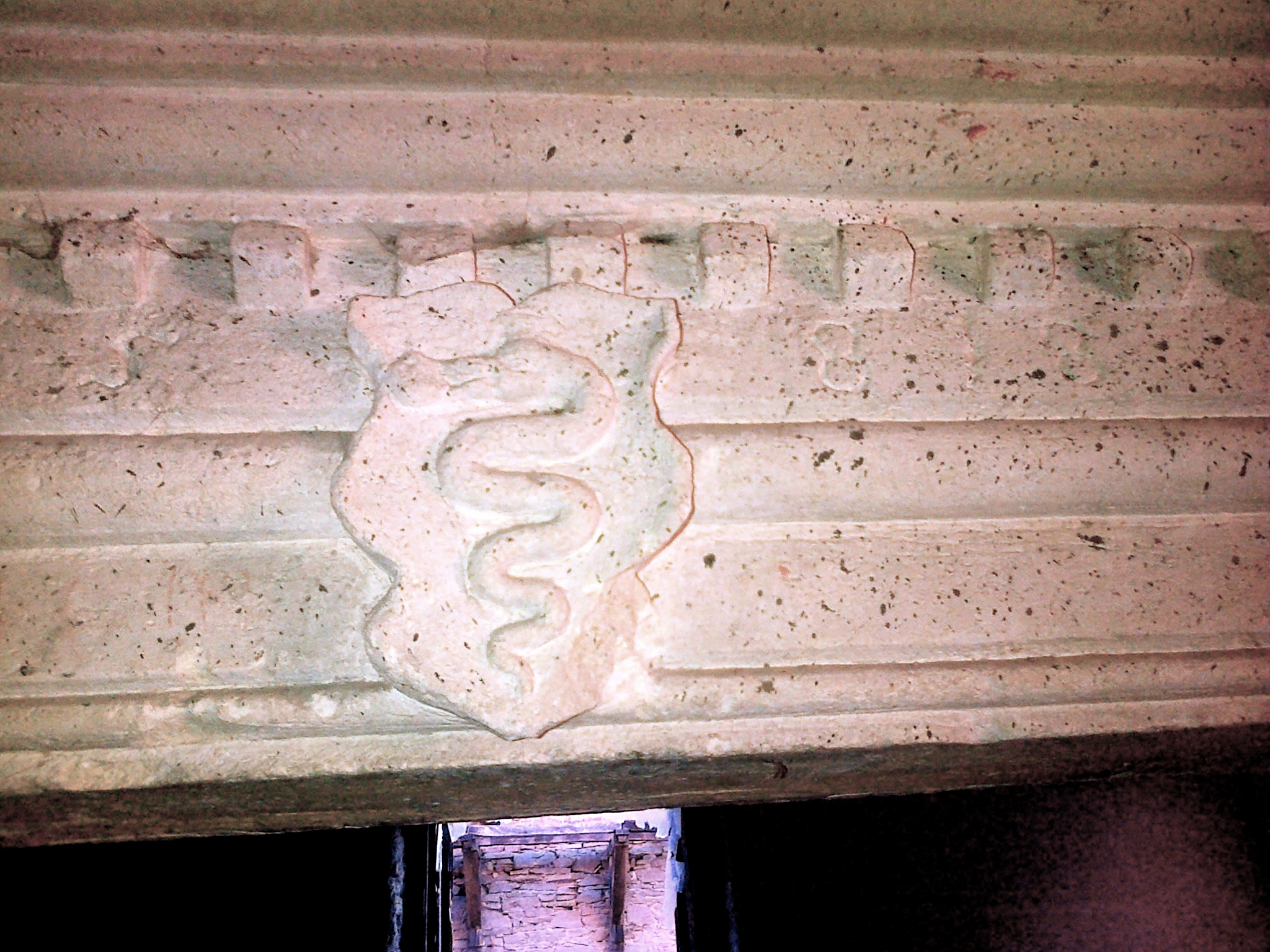
Blazon nobiliar în basorelief
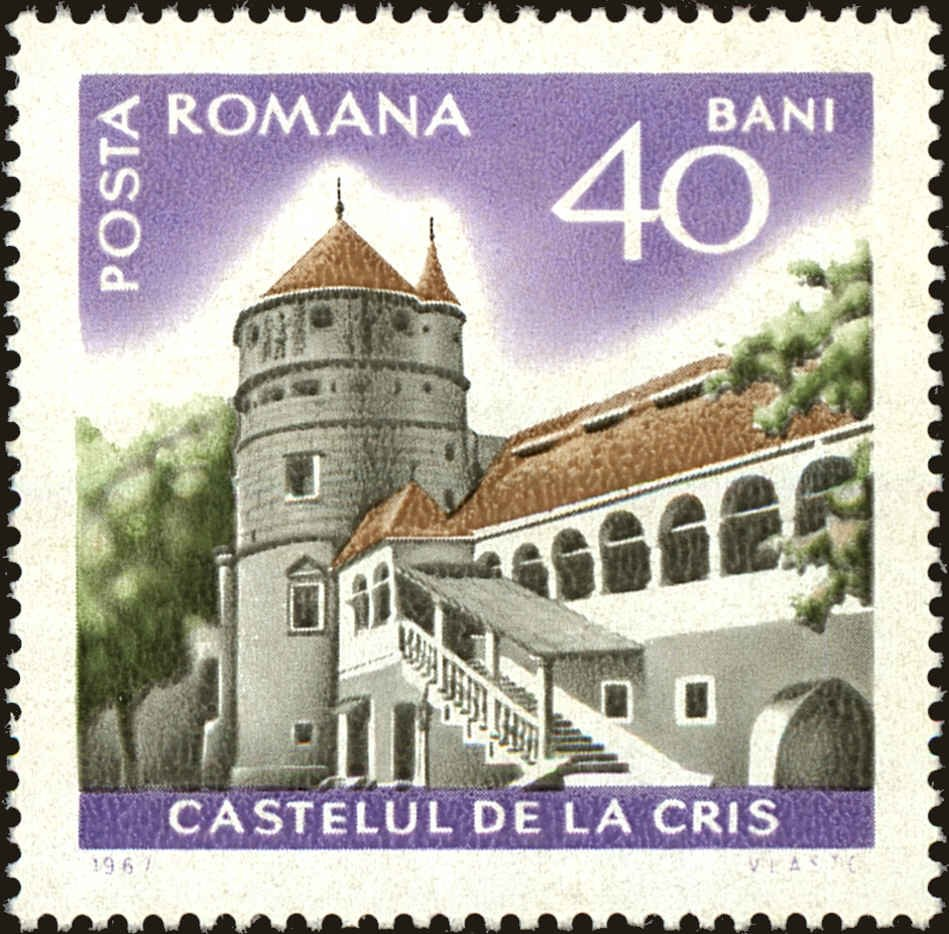
Timbru de 40 de bani cu Castelul Bethlen-Criș
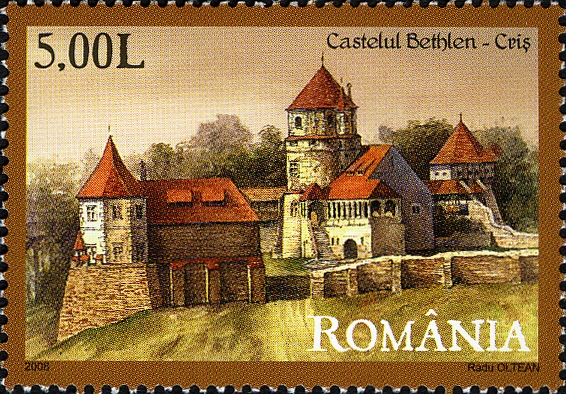
Carte poștală cu Castelul Bethlen-Criș